# Herre, Norge
Herre är en tätort i Bamble kommun i Telemark fylke i södra Norge. Orten ligger vid fylkesväg 353, på västra sidan av Frierfjorden, sydväst om staden Porsgrunn, i den norra delen av kommunen.